# Miami Beach (film)
Miami Beach è un film del 2016 diretto da Carlo Vanzina.